# Solidarität mit Chile
Solidarität mit Chile - Venceremos! è un singolo split dei gruppi musicali Inti-Illimani (Cile), Quinteto Tiempo (Argentina), Oktoberklub (DDR) e Agit Prop (Finlandia), pubblicato nel 1973.

## Descrizione
Il singolo è stato pubblicato su 7" a 45 giri dall'etichetta tedesco orientale Eterna/VEB Deutsche Schallplatten e le sue tracce sono tutte provenienti dall'LP Politische Lieder. Il brano Venceremos è qui cantato in una particolare versione con testo parte in spagnolo e parte in tedesco. Il brano indicato sul disco come El pueblo unido è in realtà il brano El pueblo unido jamás será vencido.
Entrambi i brani presenti sono stati registrati dal vivo in occasione dei concerti tenutisi durante i Decimi giochi mondiali della gioventù e degli studenti (X Weltfestspiele der Jugend und Studenten) svoltisi a Berlino Est nel 1973. Il ricavato di questo disco, come indicato sulla copertina, era stato versato su un conto di solidarietà per il Cile (siamo temporalmente a poche settimane dal colpo di stato di Pinochet).

## Tracce
1. Inti-Illimani – Venceremos (Sergio Ortega, C. Iturra)
2. Quinteto Ttiempo, Oktoberklub e Agitprop – El pueblo unido (Quilapayún, Sergio Ortega)